# 노룡군절도사
유주절도사(幽州節度使), 또는 유계절도사(幽薊節度使), 연계절도사(燕薊節度使), 범양절도사(范陽節度使), 노룡군 절도사(盧龍軍節度使)는 당나라가 연계(燕薊, 현재 베이징 및 허베이성 지역)에 설치한 절도사로, 천보 10절도사 중 하나이다. 안사의 난 때 안록산의 근거지였고, 안사의 난 이후 하북(河北)에서 할거한 하북 3진(鎭) 중 하나이다.